# Bettsville (Ohio)
Bettsville es una villa ubicada en el condado de Seneca en el estado estadounidense de Ohio. En el Censo de 2010 tenía una población de 661 habitantes y una densidad poblacional de 489,85 personas por km².

## Geografía
Bettsville se encuentra ubicada en las coordenadas 41°14′39″N 83°14′2″O / 41.24417, -83.23389. Según la Oficina del Censo de los Estados Unidos, Bettsville tiene una superficie total de 1.35 km², de la cual 1.35 km² corresponden a tierra firme y (0%) 0 km² es agua.

## Demografía
Según el censo de 2010, había 661 personas residiendo en Bettsville. La densidad de población era de 489,85 hab./km². De los 661 habitantes, Bettsville estaba compuesto por el 97.28% blancos, el 0% eran afroamericanos, el 0.15% eran amerindios, el 1.21% eran asiáticos, el 0% eran isleños del Pacífico, el 1.06% eran de otras razas y el 0.3% pertenecían a dos o más razas. Del total de la población el 8.32% eran hispanos o latinos de cualquier raza.